# Gillian B. Loeb
Gillian B. Loeb es un personaje ficticio en el Universo DC, sirve como enemigo del aliado de Batman, James Gordon en las publicaciones de DC Comics.
El personaje fue interpretado por Colin McFarlane en The Dark Knight Trilogy y Peter Scolari en la serie de televisión Gotham.

## Historial de publicaciones
Gillian B. Loeb apareció por primera vez en Batman #404, como parte del arco argumental Batman: año uno. Él, junto con su sucesor Jack Grogan, son predecesores y contrastes de James Gordon.

## Historia

### Post Crisis
Loeb se introduce en Batman: año uno como el comisario del Departamento de Policía de Gotham City en la época en que Batman comienza su guerra contra el crimen. Él está corrompido bajo la influencia de Carmine Falcone e inmediatamente considera la honestidad del entonces Teniente James Gordon como una amenaza. Sin embargo, no comparte inmediatamente la misma opinión acerca de Batman, ya que el vigilante enmascarado se dirige solamente a delincuentes de bajo nivel, y es popular entre el público. Una noche, sin embargo, Batman ataca su casa durante una cena, que incluye invitados del submundo criminal de Gotham y anuncia públicamente que tiene la intención de acabar con él también.
Enfurecido, Loeb le ordena a Gordon detener a Batman inmediatamente. Sin embargo, el vigilante resulta ser frustrantemente elusivo, hasta una noche en la que la policía le acorrala en un edificio abandonado después de un rescate improvisado en la calle. Loeb ordena que se lance una bomba en el edificio y una unidad SWAT realiza una búsqueda armada de los escombros. Al despuntar la mañana, sin embargo, Batman escapa, para la agravación de Loeb.
Enfurecido, Loeb le ordena a Gordon que arreste a Batman inmediatamente. Sin embargo, el vigilante resulta frustrantemente esquivo, hasta que una noche en que la policía lo acorrala en un edificio abandonado luego de un rescate improvisado en la calle. Loeb ordena que se arroje una bomba sobre el edificio y que una unidad SWAT realice una búsqueda armada de los escombros. Sin embargo, cuando amanece, Batman se escapa, para disgusto de Loeb.
Cuando Gordon (junto con el asistente del fiscal de distrito Harvey Dent) comienza a ayudar subrepticiamente a Batman, Loeb lo chantajea con pruebas de su relación extramarital con la sargento, Sarah Essen. Sin embargo, Gordon confiesa su indiscreción a su esposa Barbara.
Finalmente, Batman, Gordon y Dent exponen los lazos de Loeb con la mafia Falcone y se ve obligado a dimitir. Según Gordon, el reemplazo de Loeb, Jack Grogan, es igual de corrupto. Gordon se convierte en comisionado del departamento unos años después.
En Batman: Dark Victory, Loeb regresa con la esperanza de utilizar los asesinatos de Ahorcado como excusa para intentar que el ayuntamiento destituya a Gordon de su puesto de comisionado. Su objetivo general es recuperar su antigua posición y justifica su "experiencia". Sin embargo, antes de que sus planes puedan cumplirse, se convierte en víctima del propio Ahorcado asesino.
Un Loeb más joven aparece como capitán en flashbacks en "Wrath Child" (Batman Confidential # 13-16), donde organiza la transferencia de Gordon a Chicago durante 15 años después de que Gordon disparó contra un policía corrupto y su esposa en defensa propia. Loeb teme que la noticia pueda derribarlo a él y a otros policías corruptos y amenaza a Gordon con la muerte del hijo del policía para obligar a Gordon a aceptar la transferencia.
Loeb es mencionado en la serie Hitman de DC Comics. Moe Dubelz, uno de los jefes de la mafia más poderosos de Gotham City, dice que Loeb ayudó a que su imperio criminal floreciera manteniendo a la policía a raya, a cambio de generosos pagos. Dubelz recuerda el mandato de Loeb como comisionado como los "buenos tiempos" para su organización.

### New 52
En The New 52 (un reinicio de 2011 del universo de DC Comics), Loeb es una vez más el comisionado durante la carrera temprana de Batman, y todavía es corrupto. En Detective Comics # 25, Loeb establece a Gordon con un socio corrupto, Henshaw, que tiene la intención de entregar a Gordon a los secuaces de Máscara Negra. Batman salva a Gordon. Muchos de los oficiales de policía corruptos bajo el mando de Loeb que estaban asociados con la pandilla de Máscara Negra mueren, lo que lleva a Batman y Gordon a teorizar que Loeb ha sufrido algún tipo de colapso emocional. Más tarde, durante la historia del Año Cero, Riddler ataca a los dirigibles de GCPD, mientras se apodera de la red eléctrica de la ciudad y permite que la ciudad se inunde por un huracán, lo que hace que muchos se estrellen. Loeb está en uno de ellos. Después de que la crisis se resuelve y el Riddler es capturado gracias a los esfuerzos de Batman, Gordon y Lucius Fox, Loeb renuncia y deja a Gordon como comisionado del departamento un mes después.

## Otras versiones

### Tierra Uno
- Gilliam B. Loeb, parecido a su homólogo de la película, aparece en Batman:Tierra uno Volumen 2. A diferencia del Año Uno, tiene el rango de Capitán.[5]

## Otros medios

### Televisión
- Gillian B. Loeb aparece en la serie Gotham de Fox Network, interpretado por Peter Scolari. Como en los cómics, es el comisionado de policía del Departamento de Policía de Gotham City y está secretamente aliado con la jefa de la mafia Carmine Falcone. Después de que Jim Gordon captura a Jack Gruber durante un ataque a la sede de GCPD, Loeb se ve obligado a reintegrar a Gordon como detective.[6] Loeb chantajea al socio de Gordon, Harvey Bullock, para que exonere a Arnold Flass del asesinato de Leon Winkler, lo que llevó a la reinstalación de Flass. Gordon pronto se entera de que Loeb tiene archivos incriminatorios de todos los policías del departamento. Con la ayuda de Oswald Cobblepot, Gordon y Bullock descubren el secreto de Loeb: veinte años antes, su hija Miriam, enferma mentalmente, causó la muerte de su esposa en un ataque de celos (su canto durante la actuación en casa de sus hijas) y él lo encubrió. Usando esta información, Gordon chantajea a Loeb para que lo nomine como jefe del sindicato policial y le entregue el archivo de Bullock.[7] Bullock se entera de que Loeb había dispuesto que Gordon se encargara del caso Ogro como venganza; el asesino titular es conocido por perseguir a los seres queridos de los policías que lo investigan. Al enterarse de esto, Gordon se enfrenta a Loeb con enojo, prometiendo arrestar al Ogro y luego ir tras él.[8] Fiel a su palabra, Gordon finalmente mata al Ogro y pone fin a su reinado de terror sobre los ciudadanos de Gotham.[9] En el final de temporada, "Todas las familias felices son iguales", Loeb cambia su lealtad al rival de Falcone, Sal Maroni, y llega al hospital donde Falcone está siendo rehén de los hombres de Maroni justo cuando llegan Gordon y Bullock. Loeb permite que los hombres de Maroni ataquen a Gordon cuando se va, aunque no logran matarlo.[10] En "Rise of the Villains: Damned If You Do...", Gillian Loeb ha degradado a Gordon a deber de tráfico, con la esperanza de que Gordon renuncie. Después de que Gordon desactiva una situación peligrosa, Loeb, al ver que no puede hacer que Gordon renuncie voluntariamente, despide al oficial. Esa noche, Cobblepot y Victor Zsasz irrumpen en la casa de Loeb y lo obligan a punta de pistola a reinstalar a Gordon y renunciar. Loeb hace eso ya que su renuncia es supervisada por Theo Galavan y otras personas. Tras la dimisión de Loeb, Sarah Essen presta juramento como nueva comisionada de policía.[11]
- Gillian B. Loeb fue mencionada en el episodio final de la temporada 1 de Batwoman, "O, Mouse".

### Películas
- En el guion de Darren Aronofsky para una película planeada de Batman: año uno, Gillian B. Loeb era el maestro del crimen organizado además de ser comisionado del Departamento de Policía de Gotham City.[12]
- Gillian B. Loeb aparece en Batman Begins interpretado por Colin McFarlane. A diferencia de los cómics, Loeb es afroamericano y no hay indicios de que sea corrupto. De hecho, la película lo muestra como una persona de buen corazón y un policía dispuesto a cumplir con su deber, aunque no da el visto bueno a Batman con la excusa de que solo la policía puede hacerse cargo de los delincuentes y no cualquier persona. McFarlane repitió su papel en The Dark Knight, donde Joker lo mata al envenenar su whisky con ácido.
- Loeb aparece en la adaptación animada de Batman: Year One, con la voz de Jon Polito.

### Videojuegos
- Gillian Loeb aparece en Batman: Arkham Origins con Jon Polito retomando su papel. Al comienzo del juego, Loeb es tomado como rehén por el Joker, que se hace pasar por Máscara Negra, en la prisión de Blackgate en represalia por mantener a sus hombres tras las rejas, a pesar de que estaba bajo la nómina de Máscara Negra. "Máscara Negra" le dice a Loeb que su organización se está moviendo en una dirección de la que Loeb simplemente no forma parte antes de forzar a Loeb a entrar en una cámara de gas y matarlo. Reaparece en una alucinación causada por los venenos de Copperhead, diciendo que Batman podría haberlo salvado si hubiera llegado antes. También es objeto de tres cintas de extorsión de Enigma. El primero es él conversando con Black Mask sobre cómo tratar con James Gordon con respecto a su fuerte brújula moral. El segundo es él diciéndole a Harvey Bullock que trabaje con Gordon en un intento de desenterrar cualquier material de chantaje potencial para obligarlo a ceder a su voluntad. El último lo tiene diciéndole al líder SWAT Howard Branden que persiga a Batman después de que este último logró intimidar a la mayoría del equipo SWAT para que se enfermara antes de recibir una llamada de Martin Joseph.
- Loeb es mencionado en Batman: Arkham Knight por algunos matones callejeros, diciendo que mientras él era comisionado, podrían haberlo sobornado, algo que no pueden hacer con Gordon.

### Novela
- En novelización de la película The Dark Knight, El nombre completo de Loeb se da como Perry Loeb en lugar de Gillian Loeb. En la campaña viral de The Dark Knight sin embargo, él es referido como Gillian B. Loeb como en los cómics. El primer nombre de Loeb se da como "Joseph" en el cómic de la serie limitada de Matt Wagner Batman and the Monster Men (2005–2006), una referencia probable al escritor Jeph Loeb, cuyo nombre de pila es Joseph.
- Gillian Loeb es mencionado en la serie Sicario de DC Comics. Loeb es mencionado por el personaje Moe Dubelz (uno de los más influyentes jefes de la mafia de Gotham City) recordándolo como la razón de que sus operaciones ilegales florecieron como le pagaban para evitar la intervención de la policía. Dubelz recuerda el período de Loeb como comisario como los "buenos tiempos" que su organización gozaba.[13]